# Zorus sarsi
Zorus sarsi är en ringmaskart som beskrevs av Webster och Benedict 1887. Zorus sarsi ingår i släktet Zorus och familjen Flabelligeridae. Inga underarter finns listade i Catalogue of Life.